# Podwójna gra (film 2005)
Podwójna gra (ang. Two for the Money) – film amerykańskiego reżysera D.J. Caruso powstały w 2005.

## Fabuła
Historia amerykańskiego sportowca (Matthew McConaughey), jednego z najlepszych graczy futbolowych w rozgrywkach uniwersyteckich. Niestety, kontuzja, jakiej doznał podczas jednego z meczów, przekreśla jego przyszłość. Znajduje więc pracę w branży – w jednej z lokalnych gazet sportowych. Jego zadaniem jest typowanie zwycięzców. W krótkim czasie jego talent zostaje dostrzeżony przez Waltera Abramsa (Al Pacino), który jest właścicielem największej korporacji doradzającej w typowaniu wyników sportowych.
Lang staje się jednym z najlepszych ludzi w branży, a szczyt kariery osiąga, gdy zostaje umieszczony w programie sportowym Abramsa – The Sports Advisors (ang. doradcy sportowi). Wszystko się jednak zmienia, gdy Lang zaczyna się mylić coraz częściej. Ich zamiłowanie do sportu staje się teraz niczym innym jak walką o miłość i pieniądze.